# Lichtfus
Lichtfus – polski herb szlachecki z nobilitacji.

## Opis herbu
W polu czarnym głowa niedźwiedzia z szyją, srebrna, z językiem i nozdrzami czerwonymi. 
W klejnocie, na hełmie bez korony pół niedźwiedzia srebrnego na wprost, z językiem i nozdrzami czerwonymi, z głową w prawo, trzymającego w zakrwawionych łapach wieniec dębowy zielony z trzema piórami strusimi, z których prawe srebrne, środkowe czerwone, lewe błękitne.

## Najwcześniejsze wzmianki
Nadany Jerzemu Lichtfussowi z Pomorza Zachodniego 7 sierpnia 1527.

## Herbowni
Lichtfus - Lichtfuss, Wachszteinski, Winober